# Campeonato Mundial de Tiro de 1939
El XXXII Campeonato Mundial de Tiro se celebró en Lucerna (Suiza) en el año 1939 bajo la organización de la Federación Internacional de Tiro Deportivo (ISSF) y la Federación Suiza de Tiro Deportivo.

## Resultados

### Masculino
| Evento                                                | Oro                                | Plata                                  | Bronce                                 |
| ----------------------------------------------------- | ---------------------------------- | -------------------------------------- | -------------------------------------- |
| Rifle 3 posiciones 300 m                              | August Liivik Estonia 1097 pts.    | Toivo Mänttäri · Finlandia · 1094 pts. | Pauli Janhonen · Finlandia · 1093 pts. |
| Rifle 3 posiciones 300 m (equipos)                    | Estonia 5433                       | Finlandia · 5425                       | Suiza · 5415                           |
| Rifle en pos. tendida 300 m                           | Halvor Kongsjorden · Noruega · 385 | August Liivik Estonia 384              | Evald Christensen Dinamarca 384        |
| Rifle en pos. de rodillas 300 m                       | Karl Kübar Estonia 379             | Harald Kivioja Estonia 379             | Elmar Kivistik Estonia 377             |
| Rifle en pos. de pie 300 m                            | Karl Zimmermann · Suiza · 353      | Toivo Mänttäri · Finlandia · 350       | Emil Grünig · Suiza · 350              |
| Rifle militar 3 posiciones 300 m –20 tiros–           | Lucien Génot Francia 530           | Walter Lienhard · Suiza · 526          | Karl Zimmermann · Suiza · 524          |
| Rifle militar 3 posiciones 300 m –20 tiros– (equipos) | Suiza · 2607                       | Finlandia · 2569                       | Estonia 2548                           |
| Rifle militar 3 posiciones 300 m –40 tiros–           | Karl Zimmermann · Suiza · 1046     | Peeter Karu Estonia 1031               | Albert Salzmann · Suiza · 1028         |
| Rifle militar en pos. tendida 300 m                   | Walter Gehmann Alemania 367        | Gustav Eichelberger · Suiza · 365      | Johannes Vilberg Estonia 364           |
| Rifle militar en pos. de rodillas 300 m               | Karl Zimmermann · Suiza · 367      | Otto Horber · Suiza · 359              | Peeter Karu Estonia 357                |
| Rifle militar en pos. de pie 300 m                    | Jakob Brod Alemania 334            | Lauri Kaarto · Finlandia · 333         | Albert Salzmann · Suiza · 329          |
| Rifle 3 posiciones 50 m                               | Karl Steigelmann Alemania 1167     | August Liivik Estonia 1163             | Kurt Johansson · Suecia · 1163         |
| Rifle en pos. tendida 50 m                            | Toivo Mänttäri · Finlandia · 400   | R. Staks Letonia 399                   | Kurt Johansson · Suecia · 399          |
| Rifle en pos. tendida 50 m (equipos)                  | Estonia 1977                       | Suecia · 1977                          | Alemania 1974                          |
| Rifle en pos. de rodillas 50 m                        | László Buday · Hungría · 392       | Bertil Rönnmark · Suecia · 391         | Kurt Johansson · Suecia · 391          |
| Rifle en pos. de rodillas 50 m (equipos)              | Estonia 1944                       | Alemania 1936                          | Noruega · 1933                         |
| Rifle en pos. de pie 50 m                             | Karl Steigelmann Alemania 380      | Endel Rikand Estonia 379               | August Liivik Estonia 378              |
| Rifle en pos. de pie 50 m (equipos)                   | Finlandia · 1861                   | Alemania 1859                          | Suiza · 1858                           |
| Pistola 50 m                                          | Erich Krempel Alemania 547         | Torsten Ullman · Suecia · 546          | Ambrus Balogh · Hungría · 546          |
| Pistola 50 m (equipos)                                | Suiza · 2675                       | Suecia · 2639                          | Alemania 2638                          |
| Pistola rápida de fuego 25 m                          | Torsten Ullman · Suecia · 54       | Cornelius van Oyen Alemania 54         | J. Miliauskas · Lituania · 54          |
| Pistola rápida de fuego 25 m (equipos)                | Hungría · 269                      | Lituania · 268                         | Alemania 267                           |

## Medallero
| Núm. | País      | Oro | Plata | Bronce | Total |
| ---- | --------- | --- | ----- | ------ | ----- |
| 1    | Estonia   | 5   | 5     | 5      | 15    |
| 2    | Suiza     | 5   | 3     | 6      | 14    |
| 3    | Alemania  | 5   | 3     | 3      | 11    |
| 4    | Finlandia | 2   | 5     | 1      | 8     |
| 5    | Hungría   | 2   | 0     | 1      | 3     |
| 6    | Suecia    | 1   | 4     | 3      | 8     |
| 7    | Noruega   | 1   | 0     | 1      | 2     |
| 8    | Francia   | 1   | 0     | 0      | 1     |
| 9    | Lituania  | 0   | 1     | 1      | 2     |
| 10   | Letonia   | 0   | 1     | 0      | 1     |
| 11   | Dinamarca | 0   | 0     | 1      | 1     |
|      | TOTAL     | 22  | 22    | 22     | 66    |